# Prespes
Prespes (gr. Δήμος Πρεσπών, Dimos Prespon) – gmina w Grecji, w administracji zdecentralizowanej Epir-Macedonia Zachodnia, w regionie Macedonia Zachodnia, w jednostce regionalnej Florina. W 2011 roku liczyła 1560 mieszkańców. Powstała 1 stycznia 2011 roku w wyniku połączenia dotychczasowej gminy Prespes i wspólnoty Kristalopiji. Siedzibą gminy jest Lemos.